# Hậu quả cuộc bạo loạn ở Điện Capitol Hoa Kỳ 2021
Sau cuộc bạo loạn tại Điện Capitol Hoa Kỳ 2021, các cuộc điều tra tội phạm, lo ngại về sức khỏe cộng đồng và các tác động chính trị khác nhau đã xảy ra, đáng chú ý nhất là vụ luận tội Donald Trump lần thứ hai. Cuộc nổi loạn đã gây ra một cuộc truy lùng thủ phạm trên toàn quốc bởi cơ quan thực thi pháp luật liên bang, với các vụ bắt giữ và truy tố theo sau trong vài ngày. Vụ việc dẫn đến việc các nhân vật hàng đầu trong Lực lượng Cảnh sát Quốc hội Hoa Kỳ (USCP) và trong chính quyền Trump từ chức. Các quan chức nội các đã bị áp lực bởi các phương tiện truyền thông và các nhân vật công cộng khác nhau để viện dẫn Tu chính án thứ 25 nhằm loại trừ Trump khỏi chức vụ tổng thống.
Các cá nhân được xác định là bạo loạn tại Điện Capitol đã bị điều tra hình sự và bị bắt giữ. Sau khi tham gia vào việc kích động cuộc bạo loạn ở Điện Capitol, các tài khoản của Trump đã bị đình chỉ trên các trang mạng xã hội khác nhau, bao gồm Twitter, YouTube và Facebook. Để đối phó với các bài viết khác nhau bởi những người ủng hộ Trump trên trang tiểu blog Parler có lợi cho bạo loạn, nổi loạn, và các cố gắng lật đổ cuộc bầu cử tổng thống Hoa Kỳ năm 2020, dịch vụ điện toán đám mây của trang này nằm ở Amazon Web Services bị chấm dứt bởi Amazon vào ngày 10 tháng Giêng.
Các quan chức về sức khỏe cộng đồng nhấn mạnh sự nguy hiểm của sự kiện này trong việc làm trầm trọng thêm đại dịch COVID-19 ở Hoa Kỳ. Các biện pháp an ninh cũng được tăng cường đáng kể cho lễ nhậm chức tổng thống của Joe Biden. Điều này bao gồm việc triển khai Vệ binh Quốc gia Hoa Kỳ, với một vành đai an ninh được dựng lên xung quanh Đồi Capitol.

## Bối cảnh

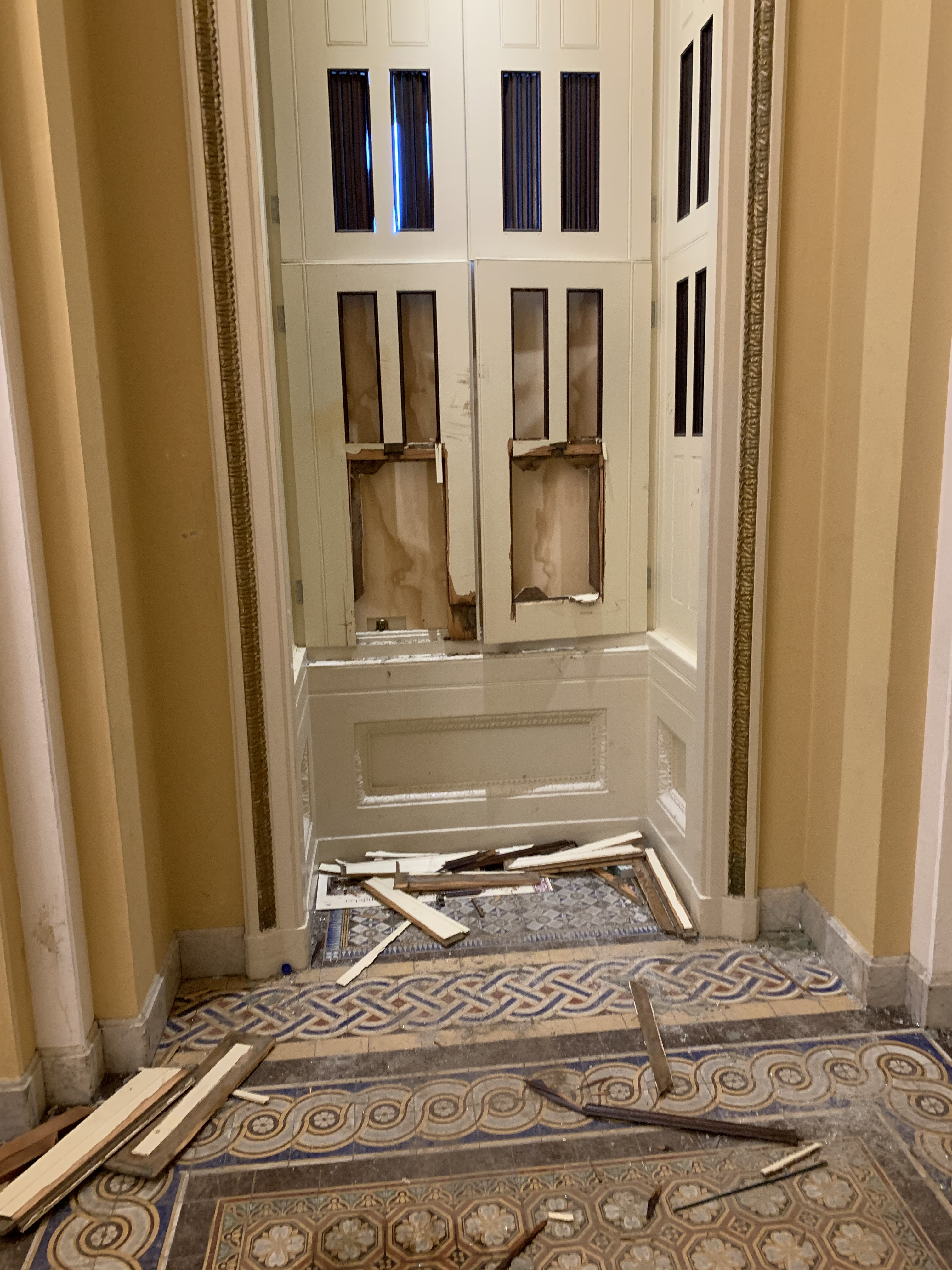
Cửa sổ bị hư hỏng ở một trong những căn phòng ở Điện Capitol

Việc xông vào Điện Capitol của Hoa Kỳ là một cuộc tấn công bạo loạn nhằm vào Quốc hội Hoa Kỳ thứ 117 vào ngày 6 tháng 1 năm 2021, được thực hiện bởi một đám đông những người ủng hộ Tổng thống Hoa Kỳ Donald Trump trong nỗ lực lật ngược thất bại của ông trong cuộc bầu cử tổng thống năm 2020. Sau khi tham dự một cuộc tập hợp chính trị do tổng thống chủ trì, hàng nghìn  người  ủng hộ ông đã tuần hành xuống Đại lộ Pennsylvania đến Điện Capitol, chọc thủng nhiều vòng đai cảnh sát và xông vào tòa nhà trong nỗ lực phá vỡ cuộc kiểm phiếu của Đại cử tri đoàn hợp thức hóa chiến thắng cuộc bầu cử của Tổng thống đắc cử Joe Biden. Đám đông sau đó đã chiếm đóng, phá hoại, và cướp phá  các phần của tòa nhà trong vài giờ, dẫn đến việc sơ tán và đóng cửa Điện Capitol, cũng như năm người tử vong.

## Điều tra và truy tố tội phạm

Áp phích FBI tìm kiếm thông tin về bạo lực tại Điện Capitol phổ biến ngày 6 tháng 1 năm 2021

Vào ngày 7 tháng Giêng, Michael R. Sherwin, công tố viên lâm thời của Hoa Kỳ cho Đặc khu Columbia, cho biết những kẻ bạo loạn có thể bị buộc tội âm mưu hoặc nổi dậy làm loạn. Ông cho biết bất kỳ cảnh sát viên Capitol nào bị phát hiện đã hỗ trợ những kẻ bạo loạn sẽ bị truy tố, và ông đề xuất thêm rằng Trump có thể bị điều tra về những nhận xét mà ông đưa ra với những người ủng hộ trước khi họ xông vào Điện Capitol và những người khác đã "hỗ trợ hoặc tạo điều kiện hoặc đóng một số vai trò phụ trợ "trong các sự kiện đưa tới cuộc bạo loạn cũng có thể bị điều tra.
Cũng vào ngày 7 tháng Giêng, Chủ tịch Ủy ban An ninh Nội địa Hạ viện Bennie Thompson nói rằng bất kỳ kẻ bạo loạn nào đã vào Điện Capitol nên bị đưa vào Danh sách Cấm Bay của liên bang. Cựu giám đốc FBI Andrew McCabe và David C. Williams cho rằng Trump có thể phải đối mặt với các cáo buộc hình sự vì kích động bạo loạn.
Tổng công tố viên DC Karl Racine nói rằng ông đang đặc biệt xem xét xem liệu có buộc tội Donald Trump Jr., Rudy Giuliani và Mo Brooks vì đã kích động cuộc tấn công bạo lực vào Điện Capitol hay không, đồng thời cho biết rằng ông có thể cân nhắc buộc tội Donald Trump sau khi ông ta rời nhiệm sở. Những lời kêu gọi truy tố Trump vì kích động đám đông xông vào Điện Capitol cũng được đưa ra sau sự kiện này. Thị trưởng DC Muriel Bowser nói, "Chúng ta thấy một cuộc tấn công chưa từng có vào nền dân chủ Mỹ của chúng ta do tổng thống Hoa Kỳ kích động. Ông ta phải chịu trách nhiệm. Những luận điệu liên tục gây chia rẽ của ông đã dẫn đến những hành động đáng ghê tởm mà chúng ta thấy ngày nay. "  Các chuyên gia pháp lý chỉ ra rằng việc buộc tội Trump với hành vi kích động sẽ rất khó khăn với án lệ Brandenburg v. Ohio (1969), phán quyết của Tòa án Tối cao qua đó đã quy định rằng, đối với lời nói bị coi là kích động tội phạm, nó phải được dự định để kích động " hành động phi pháp luật sắp xảy ra " và "có khả năng kích động hoặc tạo ra hành động như vậy".

### Số lượng người dính líu tới
Một ngày sau trận tấn công vào Điện Capitol, FBI và Sở Cảnh sát Thủ đô DC đã yêu cầu công chúng giúp đỡ xác định những kẻ bạo loạn. Trong vòng vài ngày, người dân đã gửi cho FBI hơn 70.000 lời khuyến cáo về hình ảnh và video. Một cá nhân đã bị quấy rối sau khi bị công chúng xác định không chính xác là người tham gia vào cuộc bạo loạn. Thông tin cá nhân của ông ấy đã bị xáo trộn và ông ta cho biết đã nhận được các cuộc gọi điện thoại và bài đăng quấy rối trên mạng xã hội.
Trong một cuộc họp báo vào ngày 12 tháng Giêng, Steven D'Antuono từ Cục Điều tra Liên bang thông báo cơ quan này dự kiến sẽ bắt giữ thêm hàng trăm người nữa trong những tháng tới, khi họ xem xét thông qua số lượng lớn bằng chứng được quần chúng cung cấp. Cáo buộc chống lại hầu hết những kẻ bạo loạn có thể sẽ bao gồm các cáo buộc về sự nổi loạn và âm mưu.
Vào ngày 8 tháng Giêng, Bộ Tư pháp đã công bố cáo buộc chống lại 13 người liên quan đến cuộc bạo loạn ở Capitol tại tòa án liên bang quận; nhiều người khác đã bị buộc tội tại Tòa thượng thẩm của Đặc khu Columbia. FBI và Bộ Tư pháp đang làm việc để truy tìm hơn 150 người để truy tố vào ngày 11 tháng Giêng, với số lượng dự kiến sẽ tăng. Quyền Bộ trưởng Tư pháp Jeffrey A. Rosen đã chỉ thị các công tố viên liên bang gửi tất cả các trường hợp tới DC để truy tố, trong một động thái mà các công tố viên trên toàn quận thấy là "trùng hợp".
Tính đến ngày 13 tháng 1, hơn 50 nhân viên làm việc cho khu vực công và các quan chức dân cử và hơn một tá cảnh sát viên Capitol đang phải đối mặt với các cuộc điều tra nội bộ để xác định khả năng đồng lõa của họ trong vụ bạo loạn.

### Các vụ bắt giữ và buộc tội đáng chú ý

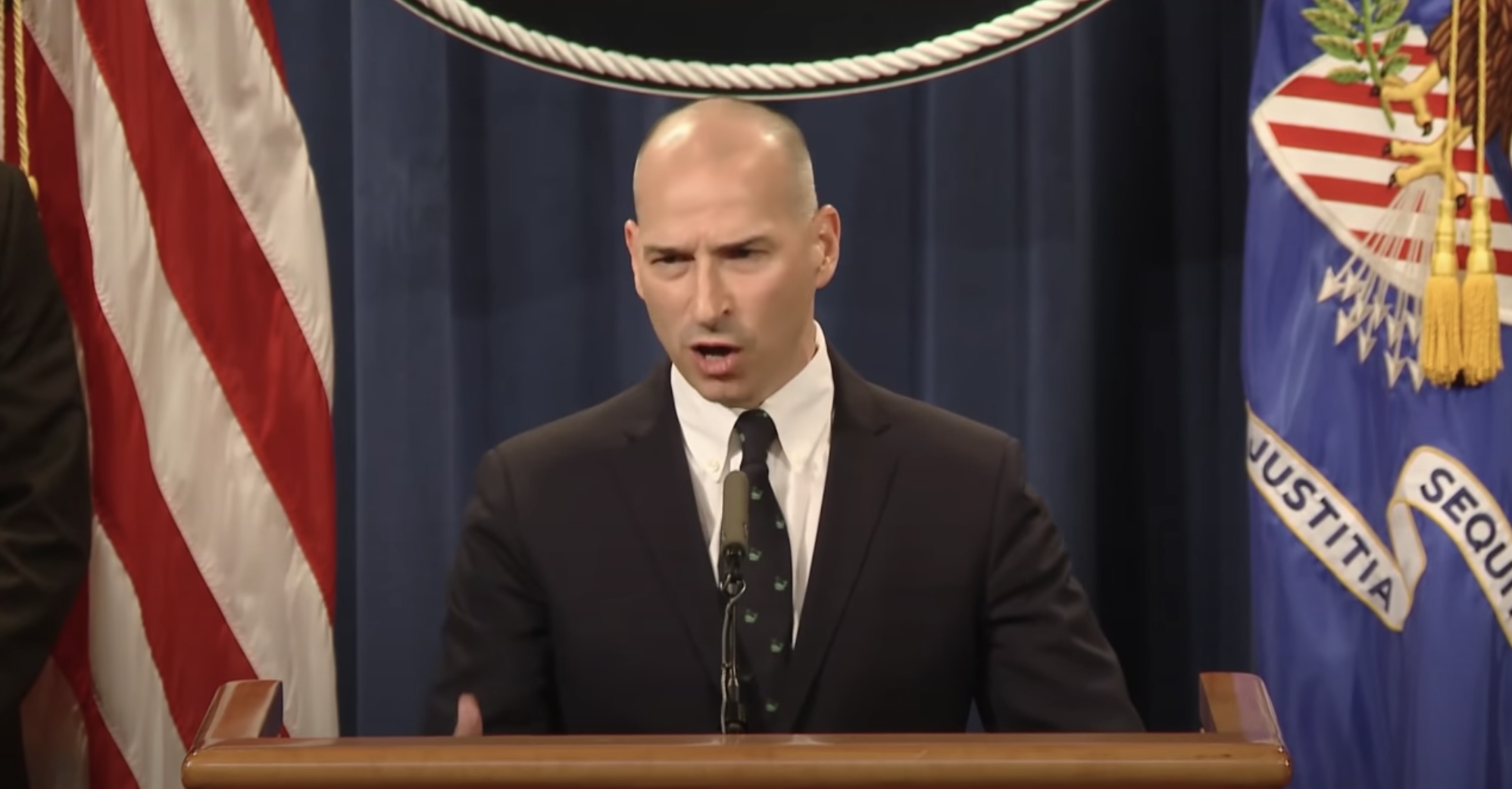
Công tố viên lâm thời Hoa Kỳ Michael R. Sherwin tổ chức một cuộc họp báo về các cáo buộc hình sự liên quan đến các sự kiện tại Điện Capitol

Tính đến ngày 28 tháng 1, 164 người từ 39 tiểu bang và từ DC đã bị liên bang cáo buộc; thêm những người khác bị buộc tội bởi Đặc khu Columbia.

#### 6 tháng Giêng
Một cư dân 70 tuổi ở Falkville, Alaba, người bị cáo buộc đã đậu một chiếc xe bán tải cách Điện Capitol hai dãy nhà có chứa 11 thiết bị gây cháy tự chế (được mô tả là "những chiếc lọ Mason chứa đầy bom napalm tự chế" dự định để " bám dính vào mục tiêu và tiếp tục đốt " ghi trong hồ sơ tòa án), một khẩu súng trường tấn công M4, một khẩu súng ngắn, hai khẩu súng lục, một chiếc nỏ, một khẩu súng gây choáng và các bình đựng khói camo, đã bị bắt và bị buộc tội theo bản cáo trạng 17 tội danh. Các tài liệu của tòa án cho biết khi bị cảnh sát chặn lại, người đàn ông này đã "hỏi các cảnh sát viên xem họ có xác định được vị trí bom hay không", và các công tố viên cũng "cho là ông có thể có ý định cung cấp [vũ khí] cho người khác". Các nhà chức trách cũng tìm thấy các ghi chú viết tay liệt kê "thông tin liên lạc có chủ đích" cho Ted Cruz (R), người dẫn chương trình Fox News Sean Hannity và người dẫn chương trình phát thanh Mark Levin, cũng như danh sách những "kẻ xấu" bao gồm thẩm phán Seventh Circuit David Hamilton và đại biểu André Carson (D – IN), người được coi là "một trong hai người Hồi giáo trong Hạ viện".

#### 7 tháng Giêng
Thủ lĩnh của một nhóm Proud Boys ở Hawaii đã bị bắt giữ.
Một người đàn ông từ Colorado đã bị bắt. Các công tố viên tuyên bố rằng anh ta bị cáo buộc mang theo một khẩu súng trường tấn công Tavor X95 nhỏ gọn, hai khẩu súng ngắn, một "lọ tiêm testosterone " và khoảng 320 viên đạn xuyên giáp. Anh ta bị cáo buộc đã nhắn tin cho những người quen rằng anh ta "sẽ húc Pelosi ngã trong khi bà ấy đang nhai sinh gôm" hoặc "bắn một viên đạn vào đầu của bà ấy trên truyền hình trực tiếp", rằng ông ta "có thể đi tới Văn phòng của thị trưởng DC Muriel Bowser và đặt một viên đạn 5,56 vào hộp sọ của bà ấy ", và ông ấy " dự đoán rằng trong vòng 12 ngày nữa, nhiều người ở đất nước chúng ta sẽ chết ", cũng như sau đó nhắn tin gởimột bức ảnh của anh ấy với bộ mặt bôi đen. Trước đó ông đã biểu tình bên ngoài nhà của thống đốc Georgia Brian Kemp.

#### 8  tháng Giêng
Một người đàn ông 60 tuổi từ Gravette, Arkansas, người bị chụp ảnh đặt chân lên bàn của Chủ tịch Hạ viện Nancy Pelosi trong cuộc bạo loạn ở Điện Capitol, đã bị bắt với cáo buộc liên bang xâm nhập và ở lại trong khu đất hạn chế, xâm nhập bạo lực, và trộm cắp tài sản công cộng. Ông ta sẽ bị dẫn độ về DC để hầu tòa.
Một người đàn ông 36 tuổi đến từ Parrish, Florida, người bị chụp ảnh khi mang bục diễn văn từ văn phòng của Nancy Pelosi, đã bị bắt  và bị buộc tội vào một tòa nhà cấm, ăn cắp tài sản của chính phủ, xâm nhập bạo lực và có hành vi mất trật tự trong khuôn viên Điện Capitol. Tờ Miami Herald cho biết anh ta đã đăng trên mạng xã hội những bình luận "miệt thị phong trào Black Lives Matter" và cảnh sát "những người bảo vệ quyền được bảo vệ của Tu chính án thứ nhất ".
Một người đàn ông 34 tuổi ở Boise, Idaho, được chụp ảnh đeo trên ban công của Thượng viện trong cuộc nổi loạn, đã bị Sở Cảnh sát Metropolitan của Quận Columbia liệt vào danh sách những người bị chú ý tới; anh ta đã xóa tài khoản mạng xã hội của mình sau cuộc bạo động và đã xin lỗi.

#### 9 tháng Giêng
Jake Angeli, còn được gọi là " Pháp sư QAnon " và xuất hiện trong nhiều bức ảnh được chia sẻ rộng rãi cởi trần, sơn mặt và đội mũ lông có sừng, và mang theo một cây giáo, đã bị bắt và bị buộc tội một tội xâm nhập vào một tòa nhà hạn chế và tham gia bạo lực và hành vi mất trật tự. Luật sư của Angeli tuyên bố rằng Angeli tin rằng bản thân đã hành động "theo lời mời của tổng thống của chúng tôi", vì Trump đã tuyên bố tại cuộc biểu tình rằng anh ấy sẽ đi cùng những người biểu tình đến Điện Capitol (mặc dù cuối cùng anh ấy không làm vậy) và do đó Trump nên trực tiếp ân xá cho Angeli. Trong một bản đệ trình lên tòa án ngày 14/1, các công tố viên liên bang đã tìm cách giam giữ Angeli, cáo buộc rằng việc anh ta tham gia vào cuộc bạo động là một phần của âm mưu bất thành nhằm "bắt giữ và ám sát các quan chức được bầu".
Một người đàn ông được thấy trong video hung hãn dẫn một đám đông đi cầu thang lên tầng hai của Điện Capitol đã bị FBI bắt giữ.

#### 10 tháng Giêng
Hai người đàn ông được nhìn thấy mang theo còng tay nhựa khi họ di chuyển trong Điện Capitol đã bị bắt. Người đàn ông đầu tiên, một trung tá Không quân đã nghỉ hưu 53 tuổi đến từ Grapevine, Texas, mặc áo vest chiến thuật và đội mũ sắt chiến đấu màu xanh lá cây, và trước đó đã tự xác nhận mình với tờ The New Yorker và tuyên bố rằng ông ta "đã tìm thấy chiếc zip - còng tay trên sàn nhà ". Ông ta bị buộc tội vào tòa nhà cấm, xâm nhập bạo lực và có hành vi làm mất trật tự. Người đàn ông thứ hai, 30 tuổi, được chụp trong hình với chiếc mũ lưỡi trai màu đen và cầm một vài sợi dây buộc khi ông ta nhảy qua lan can trong phòng trưng bày của Thượng viện. Ông đã tham dự cuộc bạo động với mẹ của mình. Ông nói với Sunday Times rằng  cuộc tấn công vào ĐiệnCapitol "là một kiểu uốn dẻo của các bắp thịt" và "mục đích của việc vào bên trong tòa nhà là cho họ thấy rằng chúng tôi có thể và chúng tôi sẽ làm được." Ông ta bị bắt ở Tennessee và bị buộc tội cùng tội như những người trên.
Một người đàn ông bị bắt vào ngày 6 tháng Giêng và bị buộc tội "vào khuôn viên Quốc hội Hoa Kỳ trái với ý muốn của Cảnh sát Quốc hội Hoa Kỳ" đã tự sát tại nhà riêng ở Alpharetta, Georgia.

#### 12 tháng Giêng
Con trai 34 tuổi của một thẩm phán Tòa án Tối cao Quận Kings bị bắt ở Brooklyn; Ông ta đã được nhìn thấy mang theo một tấm khiên chống bạo động của Cảnh sát Capitol và cũng nói với tờ New York Post "cuộc bầu cử đã bị đánh cắp".
Một người lính hải quân SEAL đã nghỉ hưu và là giám đốc kinh doanh của cơ sở huấn luyện súng đạn ATG Worldwide, người đã đăng một video trên Facebook vào ngày 6 tháng Giêng, trong đó anh ta mô tả " cuộc đột nhập vào Điện Capitol", đã bị FBI thẩm vấn.  Vào ngày 12 tháng Một, trang Facebook ATG đã chia sẻ một tin nhắn video từ người đàn ông mà ông ta mô tả đã tham gia vào một "đoàn caravan" đến Capitol vào ngày 6 tháng Giêng bởi vì ông đã "tức giận trước hướng đi của đất nước chúng ta."  Ông ta đã bày tỏ hối hận về sự tham gia của mình và cho biết ông ta đang hợp tác với FBI.

#### 13 tháng Giêng
Một người đàn ông 56 tuổi đã bị bắt tại Newport News, Virginia, và bị buộc tội xâm nhập trái phép và làm gián đoạn hoạt động của chính phủ. Ông ta đã bị chụp ảnh mặc một chiếc áo len có dòng chữ chống Do Thái " Trại Auschwitz ", phù hiệu "đầu của tử thần" và khẩu hiệu "công việc giải phóng bạn", một cụm từ nổi tiếng được đặt ở lối vào một số trại tập trung của Đức Quốc xã. Ông ta đã được mô tả là một kẻ cực đoan từ lâu, người thường xuyên mặc áo nỉ. Cảnh quay anh ta đã gây ra sự phẫn nộ trên toàn thế giới, vì chiếc áo anh ta đang mặc là dấu hiệu công khai nhất của chủ nghĩa bài Do Thái được thấy bên trong Điện Capitol trong cuộc bạo động. Ủy ban Auschwitz Quốc tế, và những người sống sót sau trại tập trung Auschwitz trên khắp thế giới, hoan nghênh vụ bắt giữ; Christoph Heubner, giám đốc điều hành của ủy ban, nói rằng trong những ngày gần đây, người đàn ông này đã trở thành biểu tượng của một phản văn hóa chính trị "tôn vinh Auschwitz ngày càng công khai và mạnh mẽ và truyền bá sự lặp lại của Auschwitz." 
Two police officers belonging to Virginia's Rocky Mount Police Department allegedly attended the riot off-duty and posted a picture of themselves inside the Capitol on social Hai cảnh sát viên thuộc Sở Cảnh sát Rocky Mount của Virginia bị cáo buộc đã tham dự cuộc bạo động ngoài nhiệm vụ và đăng một bức ảnh của họ bên trong Điện Capitol trên mạng xã hội, viết rằng họ "thực sự sẵn sàng chịu chấp nhận rủi ro và đứng lên bảo vệ quyền lợi của mình".  Họ bị buộc tội vào ngày 13 tháng Giêng có hành vi làm mất trật tự và đi vào một không gian cấm.

#### 14 tháng Giêng
Một người đàn ông từ Laurel, Delaware bị chụp hình mang theo lá cờ chiến đấu của Liên minh miền Nam đi qua hành lang Đồng hồ Ohio và đi ngang qua bức chân dung của người theo chủ nghĩa bãi nô Charles Sumner đã bị bắt cùng với con trai của ông ta. FBI trước đó đã đưa ông ta vào danh sách được công bố những cá nhân bị truy nã.
John Earle Sullivan, người sáng lập tổ chức chống sự tàn bạo của cảnh sát và nhóm ủng hộ công lý chủng tộc Insurgence USA, đã bị bắt một thời gian ngắn trước khi được thả. Ông ta bị buộc tội về nội dung trong các video của mình, nơi ông ta xuất hiện để khuyến khích những người bạo loạn và hào hứng ăn mừng họ tiến vào Điện Capitol. Trước đó ông ta đã khai rằng ông ta đến đó để ghi lại hành động của những người biểu tình, nói rằng ông ta chỉ giả vờ là một người tham gia để trà trộn vào. Những người cánh hữu như Rudy Giuliani và Mo Brooks nắm bắt việc ông ta bị bắt để khuếch đại những tuyên bố về sự tham gia của cánh tả trong cuộc bạo động. Mặc dù được gọi là nhà hoạt động Black Lives Matter và nhà hoạt động cánh tả, Black Lives Matter-Utah đã phủ nhận anh ta là một thành viên và một số nhà hoạt động cánh tả đã đối xử với anh ta với sự nghi ngờ trong quá khứ do anh ta khuấy động rắc rối và anh trai của anh ta là một nhà hoạt động ủng hộ Trump.   Tài liệu bắt giữ cho biết ông ta đã tuyên bố bên ngoài Điện Capitol về việc "thiêu rụi thứ rác rưởi này" và "gạt Trump ra khỏi nhiệm sở" trong một bài phát biểu vào tháng 8 năm 2020 trong khi chỉ vào Nhà Trắng.
Klete Keller, cựu vận động viên bơi lội đat được huy chương vàng Olympic, đã tự nộp mình cho các quan chức. Anh ta bị buộc tội cản trở việc thực thi pháp luật trong quá trình thi hành công vụ, gây rối trật tự dân sự, cố ý đi vào hoặc ở lại bất kỳ tòa nhà hoặc căn cứ cấm nào mà không có thẩm quyền hợp pháp, xâm nhập bạo lực và hành vi gây mất trật tự tại khu vực Capitol. Anh ấy được xác định bằng chiều cao của mình, 6 ft 6 in (198 cm), và bằng cách mặc áo khoác chính thức của đội Olympic Hoa Kỳ mà không che khuất khuôn mặt của anh ấy.

#### 15 tháng Giêng
Nhà hoạt động cực hữu Tim "Baked Alaska" Gionet đã bị FBI bắt giữ tại Houston, Texas. Anh ta đang phải đối mặt với cáo buộc có hành vi bạo lực và làm mất trật tự trong khuôn viên Điện Capitol và cố ý đi vào một tòa nhà cấm mà không có thẩm quyền hợp pháp.
Một người đàn ông 43 tuổi đến từ Rochester, New York đã bị bắt vào ngày 15 tháng 1 và bị buộc tội xâm nhập trái phép vào một tòa nhà cấm, cản trở một thủ tục chính thức và phá hủy tài sản của chính phủ. Một đoạn video được lưu hành rộng rãi cho thấy anh ta sử dụng tấm chắn chống bạo động để phá vỡ một trong những cửa sổ ở Điện Capitol. Sau sự kiện, anh ta bị cáo buộc tuyên bố rằng anh ta "sẽ giết bất cứ ai mà đã nhúng tay vào, bao gồm Chủ tịch Hạ viện Nancy Pelosi và Phó Tổng thống Michael Pence". Trước đây anh ta đã được nhìn thấy tại các cuộc biểu tình của Proud Boys và là một cựu  thủy quân lục chiến.

#### 16 tháng Giêng
Một người đàn ông 42 tuổi ở Coxs Creek, Kentucky, bị buộc tội phá cửa sổ mà Ashli Babbit cố trèo qua trước khi bị bắn chết, đã bị bắt tại Louisville vào ngày 16/1. Ông ta bị FBI buộc tội hành hung một cảnh sát viên liên bang, phá hủy tài sản của chính phủ trị giá hơn 1000 đô la, vào một tòa nhà cấm trái phép, xâm nhập bạo lực và hành vi làm mất trật tự. Theo bản khai tuyên thệ, người ta thấy ông ta trong một đoạn video đội mũ lưỡi trai màu xám và mặc áo khoác có mũ trùm đầu màu đỏ, đập vào cửa sổ với cột cờ bằng gỗ. Một người thân đã xác nhận ông ta với FBI, nói rằng ông ta cũng đã tham dự một cuộc biểu tình của Trump ở Washington, DC trong quá khứ và biết về kế hoạch đi du hành của ông ta thông qua Facebook. Bản khai cũng nói rằng người đàn ông đã thừa nhận với một người bạn vào ngày 7 tháng Giêng rằng anh ta đã làm vỡ cửa sổ.

#### 17 tháng Giêng
Jon Schaffer, đồng sáng lập và nghệ sĩ guitar của ban nhạc heavy metal Iced Earth, đã ra đầu thú FBI ở Indianapolis, Indiana. Schaffer đang phải đối mặt với sáu cáo buộc liên quan đến vụ bạo loạn tại Điện Capitol và bị cáo buộc tham gia vào các hành vi bạo lực trong tòa nhà và là một phần của một nhóm cá nhân phun thuốc xịt xua đuổi gấu vào các Cảnh sát viên Capitol. Trong những ngày sau ngày 6 tháng 1, Schaffer được các trang web âm nhạc xác định có thể đã ở bên trong tòa nhà. Các thành viên khác của Iced Earth đã đưa ra một tuyên bố vào ngày 10 tháng 1lên án vụ bạo loạn Capitol.  Sau khi Schaffer bị bắt, Century Media Records đã xóa cả Iced Earth và ban nhạc dự án phụ của Schaffer là Demons & Wizards khỏi phần danh sách trên trang web của họ và xóa hàng hóa của cả hai nhóm khỏi cửa hàng trực tuyến của họ, nhưng không có thông báo chính thức nào về việc ban nhạc đã bị loại bỏ từ hãng thu âm.

#### 18 tháng Giêng
Một phụ nữ 22 tuổi đến từ Harrisburg, Pennsylvania  bị buộc tội đánh cắp máy tính xách tay từ văn phòng của Nancy Pelosi, với mục đích bán nội dung của nó cho Cơ quan Tình báo Nước ngoài của Nga, cơ quan gián điệp chính của nước. Theo bồ cũ của cô, thương vụ không xảy ra vì những lý do không được nêu tên và có thể cô vẫn còn máy tính xách tay. Cô đã bị buộc tội xâm nhập trái phép vào Điện Capitol của Hoa Kỳ và có hành vi gây mất trật tự, nhưng không phải trộm cắp.  FBI đang điều tra các tuyên bố. Tham mưu trưởng của Pelosi, Drew Hammill, đã tweet rằng "một máy tính xách tay chỉ được sử dụng để thuyết trình" đã được lấy từ một phòng họp trong cuộc bao vây Điện Capitol. Người phụ nữ bỏ trốn khỏi nhà, nói với mẹ "cô ấy sẽ đi xa trong vài tuần", thay đổi số điện thoại và xóa tất cả các tài khoản mạng xã hội của cô ấy. Vào ngày 18 tháng 1, cô ra đầu thú với nhà chức trách ở Pennsylvania, đối mặt với hai tội nhẹ. Trong bản khai có tuyên thệ được cập nhật ngày 19 tháng 1, cô ấy còn bị buộc thêm hai trọng tội. Vào ngày 21 tháng 1, cô được trả tự do để sống với mẹ mình trong thời gian chờ xét xử.

#### 19 tháng Giêng
Ba thành viên bị cáo buộc của nhóm Những người giữ lời thề đã bị liên bang truy tố vì âm mưu lập kế hoạch hoạt động của họ. Theo cáo trạng, 8 đến 10 thành viên của nhóm vào Điện Capitol mặc đồ bán quân sự và di chuyển "một cách có tổ chức và thực tập". Nhóm này đã giao tiếp bằng các thiết bị di động, với một thành viên được cho là đã nhận được thông báo trên Facebook rằng "Tất cả các thành viên đang ở trong các đường hầm bao bọc họ. Hãy tăng tốc độ. " Cũng chính cá nhân đó được cho là đã nhận được chỉ dẫn đường hướng để đi lại trong Điện Capitol, bao gồm "Tom tất cả các nhà lập pháp đang ở Đường hầm 3 tầng phía dưới " và "Đi qua các cửa buồng sau nhà đối diện với N bên trái hành lang xuống các bậc thang." Một người tham gia bị cáo buộc đã nói với những người khác, "Chúng tôi có một nhóm tốt. Chúng tôi có khoảng 30-40 người trong số chúng tôi. Chúng tôi đang gắn bó với nhau và bám sát kế hoạch. " 

#### 24 tháng Giêng
Trong một hồ sơ tòa án, các công tố viên liên bang khẳng định rằng bằng chứng cho thấy Erik Munchel ở Nashville đã tham gia vào việc "cản trở hoạt động Quốc hội, đi lại giữa các tiểu bang để tiếp tục hoạt động bạo loạn, dấy loạn và các tội danh khác". Munchel đã bị chụp ảnh trong phòng trưng bày của Thượng viện với còng tay nhựa màu trắng và một cái Taser. Thẩm phán liên bang Beryl Howell đã đảo ngược quyết định của tòa án cấp dưới trước đó cho phép Munchel được thả có điều kiện và yêu cầu chuyển anh ta đến Washington để điều trần thêm.

#### 25 tháng Giêng
Brandon Straka, một người đàn ông 45 tuổi, là người sáng lập chiến dịch WalkAway, đã bị FBI bắt giữ tại Omaha, Nebraska và phải đối mặt với ba cáo buộc liên quan đến vụ xông vào Điện Capitol.  
 FBI đã được gửi nhiều ảnh chụp màn hình từ tài khoản Twitter của cá nhân, mà cả tán thành vụ bạo loạn lẫn mô tả sự tham gia của ông ta trong vụ việc này, bao gồm một video trong đó ông ta khuyến khích những kẻ bạo loạn khác lấy tấm chắn từ một cảnh sát viên.

#### 29 tháng Giêng
Hai thành viên của Proud Boys bị truy tố về âm mưu liên bang và các tội danh khác.  Ngoài ra, FBI đã bắt giữ hai phụ nữ Pennsylvania. Một trong 2 phụ nữ, Dawn Bancroft, đã đe dọa bắn Chủ tịch Hạ viện Nancy Pelosi.

## Các vụ điều tra khác

### Điều tra từ nguồn lực cộng đồng
Tạp chí Wired tường thuật rằng nhiều nỗ lực tình báo nguồn mở của các nguồn lực cộng đồng theo dõi những người tham gia vào cuộc bạo loạn đang được tiến hành, bao gồm một cuộc điều tra của mạng lưới báo chí điều tra Bellingcat và cơ sở dữ liệu tình báo nguồn mở Intelligence X. Theo Gizmodo, gần như toàn bộ nội dung của trang web truyền thông xã hội cánh phải Parler đã được lưu trữ trực tuyến, bao gồm một số lượng lớn ảnh và video với siêu dữ liệu GPS và việc phân tích tọa độ GPS cho thấy nhiều người dùng Parler đã tham gia vào cuộc bạo loạn Capitol.

### Điiều tra của các thành viên Quốc hội
Đại biểu Tim Ryan (D-Ohio) cho biết một cuộc điều tra đang được tiến hành xem xét "các thành viên tiềm năng của Quốc hội", những người đã tổ chức các chuyến tham quan cho những kẻ bạo loạn ủng hộ Trump trước cuộc nổi dậy vào tuần trước tại Điện Capitol Hoa Kỳ. Đại biểu Mikie Sherrill (D-NJ) tuyên bố trong một buổi phát sóng trực tiếp trên Facebook vào tối thứ Ba rằng một số đảng viên Cộng hòa trong Quốc hội đã cho các nhóm tham quan "do thám" Điện Capitol trước cuộc nổi dậy. Những cáo buộc của Sherrill được đưa ra cùng đêm lúc Đại biểu Alexandria Ocasio-Cortez (D-NY) phát biểu trước các cử tri trên một video Trực tiếp trên Instagram bày tỏ nỗi lo sợ rằng một số đồng nghiệp Đảng Cộng hòa của cô sẽ tiết lộ vị trí của cô trong cuộc nổi dậy vào ngày 6 tháng 1.

Chủ tịch Hạ viện Nancy Pelosi đã đề cập đến các cuộc điều tra trong một bài phát biểu vào ngày 15 tháng 1, nói rằng "nếu, có thực là người ta phát hiện ra các thành viên của Quốc hội là đồng phạm của cuộc nổi loạn này, nếu họ xúi dục và tiếp tay cho tội phạm, thì có thể phải có những hành động ngoài Quốc hội về việc truy tố vì việc đó. " 

### Điều tra của Bộ Quốc phòng
Trong một bức thư gửi cho quyền Bộ trưởng Quốc phòng Hoa Kỳ Christopher C. Miller vào ngày 11 tháng 1, Thượng nghị sĩ Tammy Duckworth (D-IL) đã yêu cầu Bộ Quốc phòng điều tra vai trò của các thành viên còn làm việc hoặc đã nghỉ hưu của quân đội Hoa Kỳ trong cuộc tấn công và bất kỳ cá nhân nào được xác định. phải chịu trách nhiệm. Các đại biểu Ruben Gallego (D-AZ) và Sara Jacobs (D-CA) cũng kêu gọi Miller làm việc cùng với chính quyền liên bang để xác định các thành viên của quân đội có liên quan đến cuộc bạo loạn.
Sau cuộc bao vây Điện Capitol, Bộ Quốc phòng đã tăng cường các nỗ lực để diệt trừ chủ nghĩa cực đoan cực hữu trong quân đội. Năm 2020, FBI thông báo cho Bộ Quốc phòng rằng họ đã bắt đầu điều tra tội phạm liên quan đến 68 quân nhân (nhiều người đã nghỉ hưu hoặc giải ngũ) có liên quan đến chủ nghĩa cực đoan trong nước. Đạo luật Ủy quyền Quốc phòng cho Năm Tài chính 2021, được Quốc hội ban hành ngay trước cuộc tấn công vào trụ sở Quốc hội, chỉ đạo Bộ Quốc phòng tạo ra một vị tướng Phó thanh tra cho sự đa dạng và hòa nhập và chủ nghĩa Thương đẳng, chủ nghĩa cực đoan và hoạt động băng đảng tội phạm (trong cơ quan của Tổng thanh tra) và theo dõi hoạt động của băng đảng và cực đoan trong quân đội. Miller đã chỉ đạo tăng cường chính sách quân sự chống lại các quân nhân tham gia vào các nhóm cực đoan hoặc thù ghét, một vấn đề sẽ được giải quyết như một phần của báo cáo rộng hơn của Bộ Quốc phòng vào ngày 31 tháng 3, với kế hoạch hành động sẽ được thực hiện vào ngày 30 tháng 6.

### Điều tra của Hiệp hội Luật sư bang New York
Vào ngày 11 tháng Giêng Hiệp hội Luật sư Bang New York (NYSBA) thông báo rằng họ đã mở một cuộc điều tra đối với cựu Tổng chưởng lý Hoa Kỳ Rudy Giuliani về vai trò của ông trong cuộc nổi dậy, điều này có thể khiến ông bị trục xuất khỏi hiệp hội và đề nghị tước biên chế nếu ông chịu trách nhiệm. Giuliani đã phát biểu trước đám đông trước khi họ diễu hành về phía Điện Capitol, nói rằng bằng chứng cho thấy cuộc bầu cử đã bị đánh cắp là rất dồi dào và đề xuất "Chúng ta hãy xét xử bằng chiến đấu".

### Điều tra bởi nơi làm việc của các cá nhân liên quan
Nhiều cá nhân liên quan đến cuộc bạo động đã bị nơi làm việc điều tra, với một số bị sa thải vì tham gia vào cuộc bạo loạn, khi một số doanh nghiệp được xác định bởi những người dùng mạng xã hội, những người kêu gọi đăng các đánh giá và nhận xét tiêu cực hoặc tẩy chay các cơ sở.
Hầu hết các doanh nghiệp đã làm như vậy là doanh nghiệp tư nhân, vì những người làm việc cho chính phủ và công nhân thuộc công đoàn được nhiều biện pháp bảo vệ hơn để khỏi bị sa thải. Tường thuật sớm nhất về việc những người tham gia bị mất việc làm là một người đàn ông ở Maryland được xác định trong một số bức ảnh đã được công bố rộng rãi, đeo thẻ ID công việc của mình và bị sa thải khỏi vị trí của mình vào ngày hôm sau.
Sau vụ bạo loạn, sở cảnh sát Anne Arundel County, Maryland; New York City; Philadelphia; Rocky Mount, Virginia; San Antonio, Texas; Seattle, Washington; Troy, New Hampshire; và Zelienople, Pennsylvania; Kentucky State Police; SEPTA Transit Police; Charles County, Maryland, Bexar County, Texas và Franklin County, Kentucky, đình chỉ tất cả các cảnh sát viên hoặc kiểm điểm nội bộ họ vì liên quan đến cuộc bạo loạn ở Điện Capitol hoặc các sự kiện trước đó. Các nhân viên thị thực pháp luật khác bị điều tra vì đã lên tiếng ủng hộ cuộc tập họp và bạo loạn đó.

### Các cuộc điều tra về các cáo buộc có sự tham gia và thanh toán tiền bạc của nước ngoài
Vào ngày 8 tháng 12 năm 2020, một công dân Pháp đã trao khoảng 500.000 đô la thanh toán bằng bitcoin cho các nhân vật và nhóm alt-right. Khoảng một nửa số tiền này được đưa cho Nick Fuentes, lãnh đạo của Đội quân Groyper trực tuyến, người đã phủ nhận việc xâm nhập tòa nhà Quốc hội. Một ngày sau khi chuyển giao, người Pháp này đã tự sát. FBI đang điều tra xem liệu khoản tiền này có tài trợ cho các hành vi bất hợp pháp hay không.
FBI cũng đang điều tra xem liệu các đối thủ nước ngoài của Hoa Kỳ - các chính phủ, tổ chức hoặc cá nhân - có hỗ trợ tài chính cho những người đã tấn công Điện Capitol hay không.
Ngoài ra, một đánh giá về mối đe dọa chung do FBI, DHS và các cơ quan khác đưa ra cho biết "các tác nhân gây ảnh hưởng của Nga, Iran và Trung Quốc đã nắm bắt cơ hội để khuếch đại các câu chuyện nhằm thúc đẩy lợi ích cho chính sách của họ trong quá trình chuyển đổi tổng thống" và rằng các chính phủ này, thông qua các tác nhân nhà nước, phương tiện truyền thông nhà nước và các cơ quan ủy quyền của họ, đã sử dụng các cuộc bạo động để thúc đẩy bạo lực và chủ nghĩa cực đoan ở Hoa Kỳ, bôi nhọ nền dân chủ Hoa Kỳ, và trong một số trường hợp, thúc đẩy các tuyên bố âm mưu.

## Chỉ trích các cơ quan thực thi pháp luật

### Cảnh sát Capitol

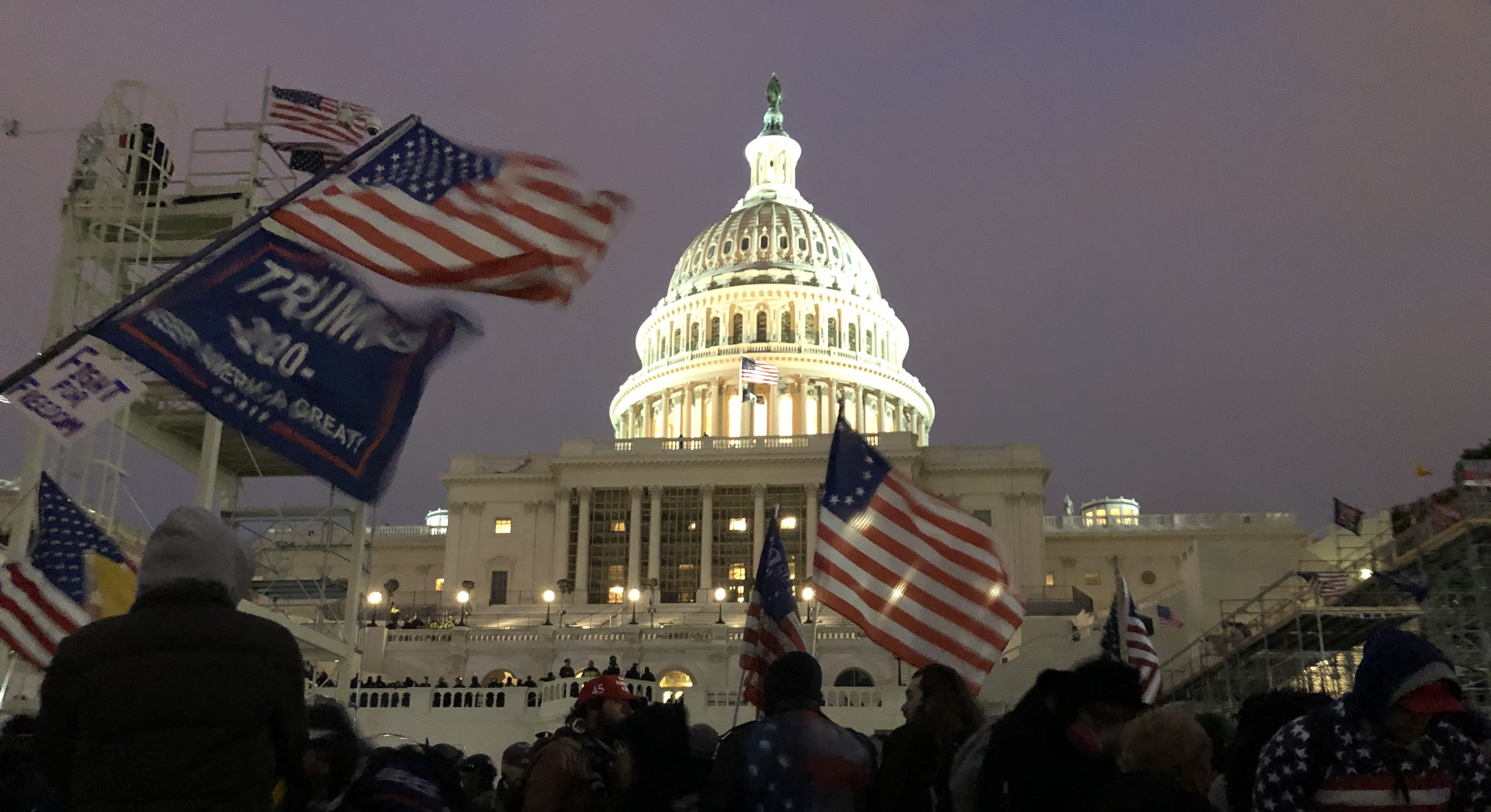
Những người biểu tình ủng hộ Trump xung quanh Điện Capitol vào tối ngày 6 tháng 1

Thất bại việc thực thi pháp luật trong việc ngăn chặn đám đông xông vào Điện Capitol đã thu hút sự soi xét Cảnh sát Điện Capitol và các cơ quan cảnh sát khác có liên quan. Cảnh sát Capitol, trong đó có thẩm quyền đối với một diện tích khoảng hai dặm vuông, là một trong những lực lượng cảnh sát ở Mỹ lớn nhất và được tài trợ tốt nhất với khoảng 2.000 sĩ quan, ngân sách hàng năm hơn $ 460 triệu, tiếp cận với một kho vũ khí đáng kể và nhiều kinh nghiệm ứng phó với các cuộc biểu tình và các sự kiện nổi tiếng; nó đã tăng hơn ba lần về số lượng nhân sự kể từ năm 1996. Trước khi xảy ra việc xông vào Điện Capitol, các rào chắn được dựng lên thấp và hầu hết các sĩ quan đều mặc đồng phục bình thường chứ không phải đồ chống bạo động, nhằm mục đích quản lý một cuộc biểu tình hơn là ngăn chặn một cuộc tấn công. Các chuyên gia về chính sách chỉ trích sự chuẩn bị và phản ứng ban đầu của Cảnh sát Capitol, nói rằng cơ quan này đã đánh giá thấp mối đe dọa tiềm tàng từ những người ủng hộ Trump, vô tình cho phép những kẻ bạo loạn tụ tập trên các bậc thang của Điện Capitol và không bắt giữ ngay lập tức những kẻ bạo loạn, hoặc phản ứng lại tình trạng rối loạn, sau khi họ dùng bạo lực xông vào.
Tờ Washington Post đưa tin, Cảnh sát Capitol đã mất cảnh giác trước một đám đông quá lớn có số lượng gấp đôi so với dự đoán của FBI và cảnh sát không đủ nhân sự để bắt giữ ngay lập tức tất cả những kẻ xâm nhập; Tờ báo lưu ý thêm rằng "một số cảnh sát viên bị quay trong video dường như đứng lùi lại khi những kẻ bạo loạn tràn vào bên trong."  Một số thiếu vắng trong lực lượng bảo vệ là do đại dịch COVID-19, với các cảnh sát viên bị cách ly sau khi bị nhiễm hoặc tiếp xúc với vi rút COVID-19. 
 Các đơn vị cảnh sát không được ban quản lý yêu cầu mang thiết bị bảo hộ (chẳng hạn như mặt nạ chống hơi độc) đã được cấp cho họ, điều này khiến các cảnh sát viên không chuẩn bị tốt để chống lại những kẻ bạo loạn - trong số đó, một "nhóm khủng bố dân quân được huấn luyện kỹ lưỡng" được trang bị thuốc xịt chống gấu và lựu đạn gây choáng, đồng thời được trang bị bộ đàm và tai nghe hai chiều - và một số phải chiến đấu tay đôi để tự vệ.
Đại biểu Zoe Lofgren (D-CA), người chủ trì một ủy ban chịu trách nhiệm về an ninh của Capitol, cho biết Cảnh sát trưởng Capitol Steven Sund đã nói dối bà trước sự kiện này về sự chuẩn bị mà ông đã thực hiện và sự sẵn sàng của Lực lượng Vệ binh Quốc gia. Đại biểu Maxine Waters cho biết bà đã nêu quan ngại với Sund vào ngày 31 tháng 12 và được ông đảm bảo rằng "ông đã kiểm soát được nó". Đại biểu Tim Ryan (D – OH), chủ tịch Tiểu ban trợ cấp Hạ viện thuộc Chi nhánh Lập pháp (cơ quan có thẩm quyền về ngân sách đối với Cảnh sát Capitol), thông báo rằng ông sẽ bắt đầu điều tra về các lỗi an ninh cho phép đám đông bạo lực tràn vào Điện Capitol và xâm phạm các phòng họp lập pháp. Ryan chỉ ra rằng ông ta mong đợi một số cảnh sát viên trong Cảnh sát Capitol sẽ bị sa thải, đồng thời cho là "thiếu kế hoạch và đối phó chuyên nghiệp" và "các lỗi lầm chiến lược" trước "cuộc nổi dậy và âm mưu đảo chính". Đại biểu Anthony G. Brown (D– MD) kêu gọi thành lập một ban giám sát dân sự cho Cảnh sát Capitol.  Trong phiên bản ngày 7 tháng 1 của chương trình Morning Joe của MSNBC, người dẫn chương trình Joe Scarborough đã lên tiếng chỉ trích phản ứng của Cảnh sát Capitol và cáo buộc một số sĩ quan đã tạo điều kiện cho những kẻ bạo loạn đột nhập thành công tòa nhà mà không gặp chút kháng cự nào.
Politico đưa tin một số kẻ bạo loạn đã trình phù hiệu cảnh sát hoặc giấy tờ tùy thân của quân đội cho cơ quan thực thi pháp luật một cách ngắn gọn khi họ đến gần Điện Capitol, mong đợi được cho vào bên trong; một cảnh sát Capitol nói với BuzzFeed News rằng một kẻ bạo loạn đã nói với anh ta rằng "chúng tôi đang làm việc này cho các anh" khi anh ta nháy huy hiệu. Ed Davis, cựu ủy viên của Sở Cảnh sát Boston, gợi ý rằng các nhà lãnh đạo Cảnh sát Capitol có thể cảm thấy "tốt thôi, đây là một nhóm bảo thủ, họ sẽ không làm bất cứ điều gì để dẫn tới một cuộc bạo loạn", đưa đến " thiếu khẩn trương hoặc cảm giác rằng điều này không bao giờ có thể xảy ra với đám đông này ".

#### Các cáo buộc nhân viên liên lụy đến cuộc bạo loạn
Đoạn phim xuất hiện trên phương tiện truyền thông xã hội chiếu cảnh cảnh sát cho phép những kẻ bạo loạn vượt qua các rào cản để xông vào Điện Capitol, và một cảnh sát viên được quay phim đang chụp ảnh " tự sướng " với một kẻ bạo loạn bên trong tòa nhà..  Đoạn phim cũng cho thấy hai Cảnh sát viên Capitol trao đổi một cú bắt tay và một cú thúc cùi chỏ với một kẻ bạo loạn bên trong Điện Capitol. Đại biểu Jim Cooper (D– TN) lo ngại rằng Cảnh sát Capitol có thể đã đồng lõa trong vụ xâm phạm, nói rằng "Tệ nhất, [Cảnh sát Capitol] đã để cuộc biểu tình này diễn ra không giống như bất kỳ cuộc biểu tình nào khác". Một người tham gia cuộc bạo loạn cho biết ông ta và bạn bè đã được một sĩ quan Cảnh sát Capitol chỉ đường đến văn phòng của Thủ lĩnh phe thiểu số Thượng viện Chuck Schumer.  Đại biểu Pramila Jayapal (D– WA) cho biết bà tin rằng những kẻ bạo loạn đã được hỗ trợ trong việc lập kế hoạch và được các sĩ quan Cảnh sát Capitol hướng dẫn đi lại một lần bên trong Điện Capitol. Nhiều quan chức an ninh châu Âu, bao gồm cả hai quan chức tình báo từ các nước thành viên NATO, trong cuộc phỏng vấn với tờ báo Business Insider cho rằng vụ xâm phạm có thể được xúi dục bởi "sự hỗ trợ ngầm" những kẻ tấn công giữa các thành viên của Cảnh sát Capitol và các cơ quan liên bang khác hỗ trợ an ninh khu vực phức hợp Capitol.

### Vệ binh Quốc gia
Trong một lá thư gửi tới quyền Bộ trưởng Quốc phòng Hoa Kỳ Christopher C. Miller vào ngày 11 tháng 1, các Thượng nghị sĩ Chris Murphy (D-CT), Martin Heinrich (D-NM) và Kirsten Gillibrand (D-NY) đã mô tả tốc độ mà Lực lượng Vệ binh quốc gia Quận Columbia National. đã đáp trả cuộc bạo động là "hoàn toàn không tương xứng", ông nói rằng "các câu hỏi nghiêm trọng phải được trả lời liên quan đến... sự sẵn sàng của Lực lượng vũ trang và các cơ quan liên bang của chúng ta" để phản ứng với các sự kiện tương tự, và kêu gọi Miller giải thích cách Bộ Quốc phòng có thể đảm bảo việc triển khai "nhanh hơn đáng kể" trong trường hợp xảy ra các trường hợp khẩn cấp trong tương lai tại Điện Capitol.

### Cáo buộc về đối xử khác biệt

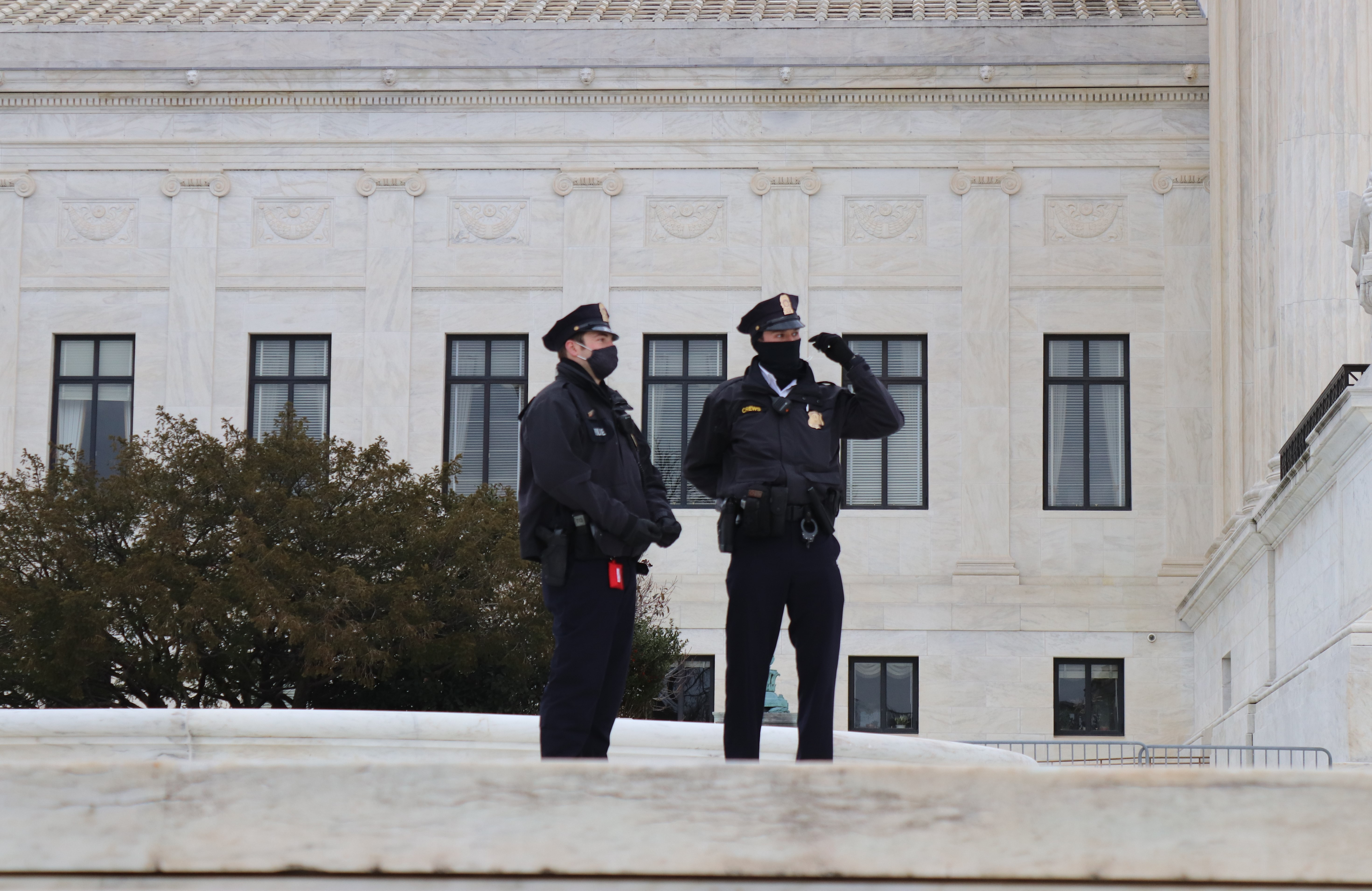
Cảnh sát trước cuộc bạo loạn

Các thông tấn xã đã kiểm chứng sự xác thực các thông tin và mô tả các chiến thuật khắc nghiệt hơn và cách xử lý khác biệt đối với các cuộc biểu tình chống bất công chủng tộc ở DC trong mùa hè trước bởi cơ quan thực thi pháp luật so với các chiến thuật được sử dụng để chống lại những người biểu tình xông vào Điện Capitol, mặc dù phải thừa nhận là thiếu bối cảnh., Theo CNN, cảnh sát đã bắt giữ 61 người vào ngày bạo loạn; át hẳn tất cả, trừ một ngày biểu tình vào mùa hè trước, khi 316 người biểu tình Black Lives Matter bị bắt vào ngày 1 tháng 6 năm 2020. Những người biểu tình bị bắt sau vụ bạo loạn có xu hướng bị buộc tội ít nghiêm trọng hơn những người bị bắt trong các cuộc biểu tình chống bất công về chủng tộc.
Giọng điệu, từ vựng và chiến thuật mà Trump và Nhà Trắng sử dụng đã được các thông tấn xã làm nổi bật. Trump gọi những người biểu tình chống bất công về chủng tộc là "côn đồ", "kẻ kích động", "kẻ cướp bóc" và bạo lực đe dọa,  nhưng bày tỏ "tình cảm" đối với những người biểu tình ở Điện Capitol. Vào năm 2020, Trump đã khuyến khích thống đốc các bang phản ứng đối với những người biểu tình mạnh mẽ hơn và sử dụng những luận điệu bạo lực như " khi cướp bóc bắt đầu, thì nổ súng bắt đầu ". Các thông tấn xã lưu ý cách Nhà Trắng đã sử dụng các chiến thuật mạnh mẽ để dẹp những người phản đối để cho Trump có thể chụp ảnh tại Nhà thờ Episcopal St. Tương tự, Cảnh sát Capitol đã mạnh mẽ đáp trả những người biểu tình khuyết tật liên quan đến ADAPT vào năm 2017. Trong năm 2020, Trump đã ra lệnh cơ quan thực thi pháp luật liên bang phản ứng cứng rắn đối với những người biểu tình chống bất công về chủng tộc ở Washington DC.
Nhiều phương tiện truyền thông đưa tin về các bài đăng của người dùng trên phương tiện truyền thông xã hội đưa ra cáo buộc rằng do đặc quyền của người da trắng và đặc quyền của nam giới, khoan dung hơn so với những người da màu, với nhiều người trích dẫn khoảnh khắc lúc một cảnh sát viên chụp ảnh tự sướng với một người biểu tình.
Nhiều hãng thông tấn, báo chí bao gồm CNN, USA Today, The Guardian, The Washington Post, và CBS News, chỉ trích phản ứng của cảnh sát đối với vụ bạo loạn tại Điện Capitol khác biệt với phản ứng của cảnh sát đối với các cuộc biểu tình Black Lives Matter trong năm trước.  Vào tháng 6 năm 2020, trong các cuộc biểu tình Black Lives Matter, 5.000 thành viên Vệ binh Quốc gia đã bảo vệ Nhà Trắng;  tuy nhiên, trong nỗ lực tránh làm gia tăng căng thẳng kể từ những cuộc biểu tình đó, Thị trưởng Muriel Bowser đã quyết định không gọi các thành viên Vệ binh Quốc gia từ các bang khác tới vào ngày 6 tháng Giêng để đối phó với cuộc biểu tình, khiến sự hiện diện của cơ quan thực thi pháp luật là "tương đối nhỏ" và "không được chuẩn bị cho những kẻ bạo loạn".
Các chính trị gia và quan chức cũng bình luận về sự đối xử khác biệt. Joe Biden nói, "Không ai có thể nói với tôi rằng nếu đó là một nhóm Black Lives Matter phản đối ngày hôm qua, thì đã không có việc - họ sẽ bị đối xử rất, rất khác so với đám côn đồ xông vào Điện Capitol". Đại biểu Tim Ryan, cựu Đệ nhất phu nhân Michelle Obama và Bộ trưởng Tư pháp DC Karl Racine đều nhận thấy có sự đối xử khác biệt. Đại biểu Bennie Thompson (D– MS), chủ tịch Ủy ban An ninh Nội địa Hạ viện, cho biết "nếu 'những người biểu tình' là người Da đen, họ sẽ bị bắn bằng đạn cao su, xịt hơi cay và bị giết". Trích dẫn sự chênh lệch trong việc sử dụng vũ lực so với các cuộc biểu tình Black Lives Matter gần đây, Đại biểu năm đầu tiên Jamaal Bowman (D– NY) đề nghị cơ quan lập pháp điều tra xem các thành viên của Cảnh sát Capitol có quan hệ với các nhóm cực đoan da trắng thượng đẳng hay không.

### Điều tra
Vào ngày 8 tháng Giêng, Ủy ban Quy tắc và Hành chính Thượng viện và Ủy ban An ninh Nội địa và Công việc Chính phủ đã phát động một cuộc điều tra chung về các lỗi lầm về an ninh của Cảnh sát Capitol. Việc thực thi pháp luật thất bại dẫn đến việc xông vào Điện Capitol đã khiến Cơ quan Mật vụ Hoa Kỳ bắt đầu xem xét lại các kế hoạch an ninh của họ cho lễ nhậm chức của Joe Biden vào ngày 20 tháng 1 năm 2021.
Vào ngày 11 tháng 1, Đại diện Ryan tiết lộ rằng hai cảnh sát Capitol đã bị đình chỉ và ít nhất mười cảnh sát viên đang bị điều tra sau các sự kiện của cuộc bạo động.

### Từ chức

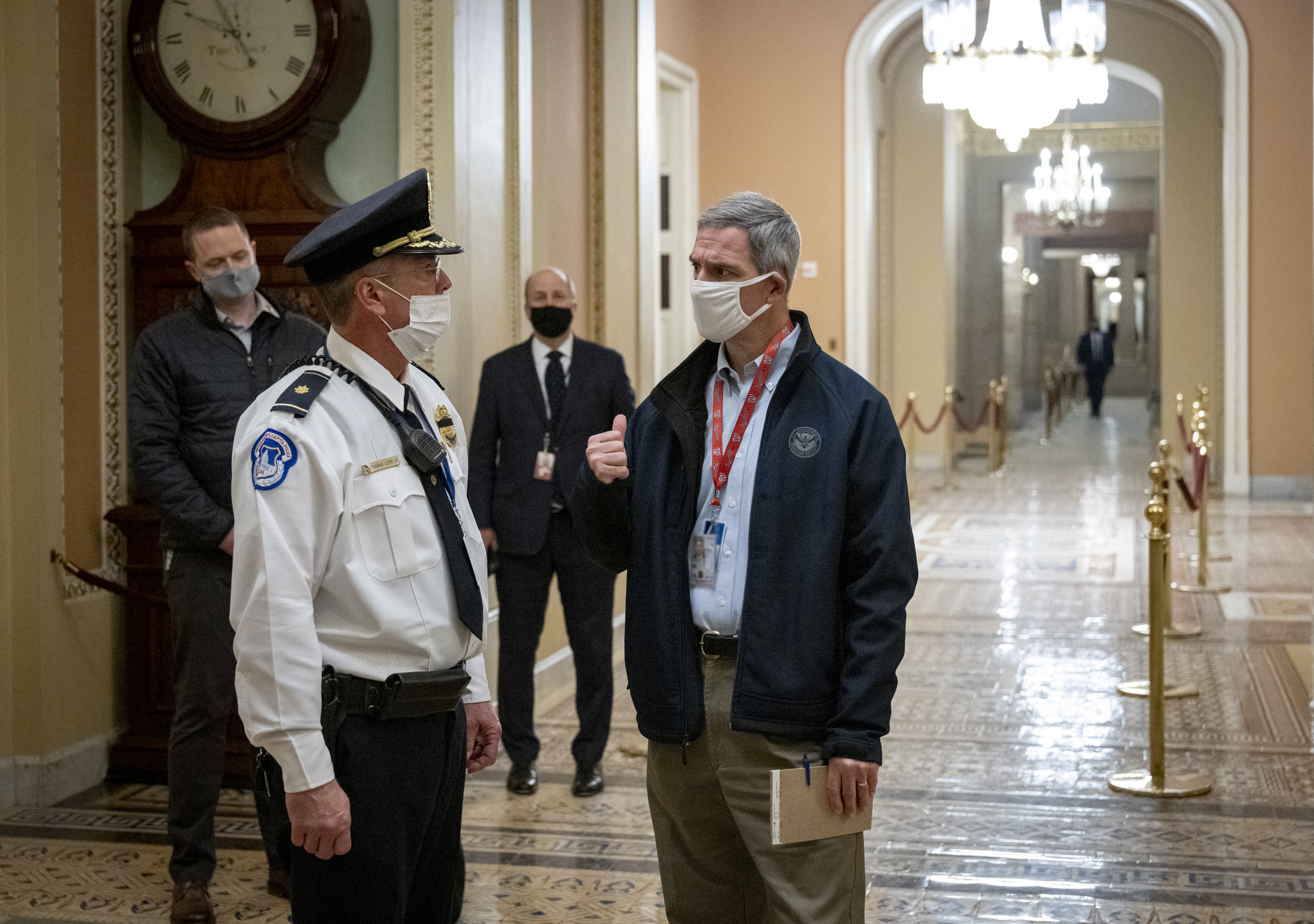
Ken Cuccinelli, quyền Thứ trưởng Bộ An ninh Nội địa, tham quan Điện Capitol sau vụ tấn công để khảo sát thiệt hại

Một ngày sau vụ bạo loạn, Pelosi đã kêu gọi Cảnh sát trưởng Steven Sund từ chức, với lý do thất bại trong việc lãnh đạo và nói rằng bà đã không thể liên lạc với Sund kể từ vụ tấn công. Hôm đó, Sund viết thư cho Hội đồng Cảnh sát Capitol, nói rằng ông sẽ từ chức có hiệu lực từ ngày 16 tháng 1, nhưng ngày hôm sau, 8 tháng 1, Sund từ chức có hiệu lực chức ngay lập tức. Yogananda D. Pittman trở thành cảnh sát trưởng tạm thời.
Cũng trong ngày sau vụ tấn công, Paul D. Irving tuyên bố từ chức cảnh sát trưởng Hạ viện. Chuck Schumer cho biết ông sẽ sa thải Michael C. Stenger, cảnh sát trưởng của Thượng viện, sau khi trở thành lãnh đạo phe đa số vào cuối tháng Giêng. Ngay sau đó, Lãnh đạo Đa số Mitch McConnell sắp mãn nhiệm đã yêu cầu và nhận được đơn từ chức của Stenger, có hiệu lực ngay lập tức.

## Các viên chức trong chính quyền Trump từ chức
Matthew Pottinger, Phó Cố vấn An ninh Quốc gia; Stephanie Grisham, chánh văn phòng của Đệ nhất phu nhân Melania Trump; Sarah Matthews, Phó Thư ký Báo chí Nhà Trắng; và Anna Cristina "Rickie" Niceta Lloyd, Thư ký xã hội của Nhà Trắng, đã từ chức để phản đối vụ bạo loạn ở Điện Capitol. CNN đưa tin vào tối hôm đó rằng một số trợ lý của Trump đang xem xét từ chức, bao gồm Cố vấn An ninh Quốc gia Robert O'Brien và Phó Chánh văn phòng Nhà Trắng Chris Liddell. Tuy nhiên, một số quan chức cấp cao đã quyết định không từ chức để đảm bảo "sự chuyển giao quyền lực có trật tự" cho chính quyền sắp tới của Biden, vì lo ngại rằng Trump sẽ thay thế họ bằng các nhân viên cấp dưới trung thành, những người mà họ sợ có thể thực hiện các mệnh lệnh bất hợp pháp do ông ta đưa ra.
Ngày hôm sau, Bộ trưởng Giao thông vận tải Elaine Chao trở thành thành viên nội các đầu tiên tuyên bố từ chức, có hiệu lực từ ngày 11 tháng 1. Theo sau bà là Bộ trưởng Giáo dục Betsy DeVos, người cũng cho biết là vì vụ bạo loạn Điện Capitol.  Đại biểu Jim Clyburn (D– SC) và Thượng nghị sĩ Elizabeth Warren (D-MA) chỉ trích DeVos và Chao vì đã từ chức thay vì bỏ phiếu để viện dẫn Tu chính án thứ 25 để loại bỏ Trump khỏi chức vụ.
Mick Mulvaney, cựu chánh văn phòng của Trump và hiện thời là đặc phái viên của chính quyền tại Bắc Ireland; và Eric Dreiband, Trợ lý Bộ trưởng Tư pháp cho Bộ phận quyền Công dân, cũng tuyên bố từ chức.   Khi rời khỏi chức vụ, Mulvaney nói, "Tôi không thể tiếp tục nhiệm vụ. Tôi không thể ở lại... Những người chọn ở lại, và tôi đã nói chuyện với một số người trong số họ, chọn ở lại vì họ lo lắng Tổng thống có thể đưa ai đó tồi tệ hơn vào chức vụ. " Ông cũng nói Trump "không giống như ông ấy tám tháng trước."  Năm quan chức cấp cao tại Cục Hàng không Liên bang (FAA) cũng đã từ chức để phản đối.  Quyền Bộ trưởng An ninh Nội địa Chad Wolf từ chức vào ngày 11 tháng 1, nói rằng "việc đó là vì các sự kiện gần đây, bao gồm" các quyết định mới đây của tòa án phán quyết rằng việc Trump bổ nhiệm Wolf làm quyền bộ trưởng đã vi phạm Đạo luật Cải cách Vị trí Liên bang năm 1998.  Bộ trưởng Y tế và Dịch vụ Nhân sinh Alex Azar đã tuyên bố từ chức ngày 15 tháng 1, nói rằng đó là do bạo loạn ở Điện Capitol và nhấn mạnh sự cần thiết phải chuyển giao quyền lực một cách hòa bình. Tuy nhiên, đơn từ chức này sẽ có hiệu lực kể từ ngày 20 tháng 1, ngày Tổng thống đắc cử Biden tuyên thệ nhậm chức tổng thống.
Mick Mulvaney, cựu chánh văn phòng của Trump và hiện thời là đặc phái viên của chính quyền tại Bắc Ireland; và Eric Dreiband, Trợ lý Bộ trưởng Tư pháp cho Bộ phận quyền Công dân, cũng tuyên bố từ chức. Khi rời khỏi chức vụ, Mulvaney nói, "Tôi không thể tiếp tục nhiệm vụ. Tôi không thể ở lại.. Những người chọn ở lại, và tôi đã nói chuyện với một số người trong số họ, chọn ở lại vì họ lo lắng Tổng thống có thể đưa ai đó tồi tệ hơn vào chức vụ.  " Ông cũng nói Trump "không giống như ông ấy tám tháng trước."  Năm quan chức cấp cao tại Cục Hàng không Liên bang (FAA) cũng đã từ chức để phản đối. Quyền Bộ trưởng An ninh Nội địa Chad Wolf từ chức vào ngày 11 tháng 1, nói rằng "việc đó là vì các sự kiện gần đây, bao gồm" các quyết định mới đây của tòa án phán quyết rằng việc Trump bổ nhiệm Wolf làm quyền bộ trưởng đã vi phạm Đạo luật Cải cách Vị trí Liên bang năm 1998. Bộ trưởng Y tế và Dịch vụ Nhân sinh Alex Azar đã tuyên bố từ chức ngày 15 tháng 1, nói rằng đó là do bạo loạn ở Điện Capitol và nhấn mạnh sự cần thiết phải chuyển giao quyền lực một cách hòa bình. Tuy nhiên, đơn từ chức này sẽ có hiệu lực kể từ ngày 20 tháng 1, ngày Tổng thống đắc cử Biden tuyên thệ nhậm chức tổng thống.

## Đề xuất loại bỏ Trump thông qua các quy trình hiến pháp

### Kêu gọi từ chức, viện dẫn Tu chính án thứ 25 hoặc cách chức
Các nhà lãnh đạo đảng Dân chủ tại Quốc hội - Lãnh tụ phe thiểu số Thượng viện Chuck Schumer và Chủ tịch Hạ viện Nancy Pelosi - đã kêu gọi Phó Tổng thống Pence viện dẫn Tu chính án thứ 25, cho biết rằng họ sẽ theo đuổi việc luận tội Trump lần thứ hai nếu ông không làm như vậy. Pelosi nói Trump "kích động một cuộc nổi dậy vũ trang chống lại nước Mỹ" và kích động "việc xúc phạm đến Điện Capitol của Quốc hội Hoa Kỳ [và] bạo lực nhắm vào Quốc hội". Điều khoản chưa từng được viện dẫn của Tu chính án thứ 25 cho phép phó tổng thống, với đa số bộ trưởng Nội các, tuyên bố Trump "không thể hoàn thành quyền hạn và nhiệm vụ của chức vụ của mình" bằng tuyên bố bằng văn bản.
Sau việc xông vào Điện Capitol, đại đa số đảng viên Dân chủ Hạ viện (208 Hạ nghị sĩ), cũng như 38 Thượng nghị sĩ đảng Dân chủ, đã kêu gọi viện dẫn Tu chính án thứ 25 hoặc luận tội Trump và cách chức vì kích động bạo loạn. Một đảng viên Cộng hòa duy nhất tại Hạ viện,đại biểu Adam Kinzinger (IL), cũng kêu cách chức Trump. Trong số các thành viên đảng Cộng hòa ở Thượng viện, chỉ có ba người bày tỏ ủng hộ Trump từ chức hoặc bị cách chức:  Lisa Murkowski (AK), Ben Sasse (NE) và Pat Toomey (PA). Sasse said he would consider articles of impeachment from the House and that Trump "disregarded his oath of office." Toomey said he thought Trump "committed impeachable offenses" and later called on Trump to resign.}} Tổng thống đắc cử Biden không đưa ra quan điểm về một cuộc luận tội nhanh chóng tiềm năng đối với Trump, nói rằng vấn đề tùy thuộc vào quyết định Quốc hội.
Trong số các thống đốc đảng Dân chủ, lời kêu gọi Trump từ chức hoặc cách chức đã được đưa ra bởi JB Pritzker (IL),   Andrew Cuomo (NY),  Roy Cooper (NC),  và Jay Inslee (WA)., Ba thống đốc đảng Cộng hòa từng chỉ trích Trump - Phil Scott (VT), Charlie Baker (MA) và Larry Hogan (MD) - cũng kêu gọi Trump từ chức hoặc bị cách chức. Ngược lại, hai thống đốc Đảng Cộng hòa khác bày tỏ sự phản đối việc cách chức Trump: Henry McMaster (SC), người liên minh chặt chẽ với Trump, và Mike DeWine (OH), người phản đối việc viện dẫn Tu chính án thứ 25, nói rằng ông tin rằng nó "sẽ gây chia rẽ nhiều hơn là hàn gắn "và vì nhiệm kỳ của Trump chỉ còn chưa đầy hai tuần nữa.
Yoni Appelbaum của tờ báo The Atlantic kêu gọi luận tội Trump lần thứ hai. Một số nhà bình luận bảo thủ, bao gồm Rod Dreher, Daniel Larison và John Podhoretz, bày tỏ sự ủng hộ của họ đối với việc luận tội và cách chức Trump. Ban biên tập bảo thủ của The Wall Street Journal viết rằng hành vi của Trump trong vụ việc "vượt qua ranh giới hiến pháp mà trước đây ông Trump chưa từng vượt qua. Điều đó có thể luận tội được "và rằng" kết quả tốt nhất là ông ta nên từ chức. "  Kêu gọi dùng vũ trang xông vào Điện Capitol là một "hành động xúi giục nổi loạn", ban biên tập The Washington Post ' viết rằng việc Trump 'tiếp tục hoàn thành nhiệm kỳ của mình đưa đến một mối đe dọa nghiêm trọng đối với nền dân chủ Mỹ' cũng như trật tự công cộng và an ninh quốc gia, và kêu gọi Pence bắt đầu ngay Quy trình Tu chính án 25 sửa đổi để tuyên bố Trump "không thể hoàn thành quyền hạn và nhiệm vụ của chức vụ của mình" để Pence có thể phục vụ cho đến khi Biden nhậm chức vào ngày 20 tháng Giêng.
Hiệp hội các nhà sản xuất quốc gia cũng yêu cầu Pence "xem xét nghiêm túc" việc viện dẫn Tu chính án thứ 25. Vào tối ngày 6 tháng 1, một số thành viên Nội các đã tổ chức các cuộc thảo luận sơ bộ về khả năng viện dẫn Tu chính án thứ 25 để tuyên bố Trump "không thể làm trọn quyền lực và nhiệm vụ của chức vụ của mình" và do đó chuyển giao quyền lực và nhiệm vụ của ông cho Pence với tư cách là quyền tổng thống.

### Luận tội
Vào ngày 11 tháng Giêng, đại biểu David Cicilline (D– RI), Jamie Raskin (D– MD) và Ted Lieu (D– CA) giới thiệu một bài viết luận tội Trump dài bốn trang với tội danh kích động nổi dậy. Bài viết cho là Trump "đã chứng tỏ rằng ông sẽ vẫn là mối đe dọa đối với an ninh quốc gia, nền dân chủ và Hiến pháp nếu được phép tiếp tục tại vị, và đã hành động theo cách hoàn toàn không phù hợp với phong cách tự quản và pháp quyền"; "gây nguy hiểm nghiêm trọng cho an ninh của Hoa Kỳ và các tổ chức chính phủ của nó"; "kích động bạo lực chống lại chính phủ Hoa Kỳ"; "đe dọa sự toàn vẹn của hệ thống dân chủ, can thiệp vào quá trình chuyển đổi quyền lực một cách hòa bình, và gây trở ngại cho một nhánh chính phủ"; và "do đó đã phản bội lòng tin với tư cách là tổng thống, trước sự tổn thương rõ ràng của người dân Hoa Kỳ."  Bài viết trích dẫn vai trò của Trump trong việc kích động bạo loạn ở Điện Capitol cũng như "những nỗ lực trước đây của ông nhằm lật đổ và cản trở việc chứng nhận kết quả cuộc bầu cử Tổng thống năm 2020" bao gồm nỗ lực gây áp lực với Thống đốc Georgia Brian Kemp, bộ trưởng bộ nội vu bang này Brad Raffensperger, và các quan chức nhà nước và các nhà lập pháp khác. Như được Hiến pháp cho phép, bài viết cũng tìm cách loại trừ vĩnh viễn Trump - người được cho là đã cân nhắc tranh cử tổng thống của Đảng Cộng hòa vào năm 2024 - từ việc nắm giữ bất kỳ chức vụ liên bang nào.
Vào ngày 12 tháng Giêng, Hạ viện đã thông qua, trong một cuộc bỏ phiếu với kết quả 223–205, một nghị quyết chính thức kêu gọi Phó Tổng thống Pence viện dẫn Mục 4 của Tu chính án thứ 25, tuyên bố Trump "không có khả năng thực hiện các nhiệm vụ thuộc chức vụ của mình" và ngay lập tức đảm nhận quyền hạn quyền tổng thống cho đến khi tổng thống đắc cử Biden tuyên thệ nhậm chức vào ngày 20 tháng Giêng. Nghị quyết được thông qua dựa vào cuộc bỏ phiếu đóchủ yếu là theo tinh thần đảng phái, với tất cả các đảng viên Dân chủ bỏ phiếu đồng ý và tất cả các đảng viên Cộng hòa (ngoại trừ Adam Kinzinger của Illinois) bỏ phiếu chống. Nghị quyết nêu rõ trừ khi Pence phản hồi trong vòng 24 giờ, Hạ viện sẽ tiến hành các thủ tục luận tội Trump. Trước cuộc bỏ phiếu ngày 12 tháng 1, Pence đã gửi một lá thư cho chủ tịch Hạ viện Pelosi nói rằng ông sẽ không viện dẫn Tu chính án thứ 25. Sự từ chối của Pence đảm bảo rằng một cuộc bỏ phiếu luận tội sẽ diễn ra. Nếu được thông qua, Trump sẽ trở thành tổng thống đầu tiên bị luận tội hai lần.
Trump đã bị Hạ viện luận tội lần thứ hai vào ngày 13 tháng 1 năm 2021 vì tội kích động nổi dậy, trong một cuộc bỏ phiếu 232–197, trở thành tổng thống hoặc quan chức liên bang Mỹ duy nhất bị luận tội hai lần. Tất cả 222 đảng viên Dân chủ, cũng như 10 đảng viên Cộng hòa, đã bỏ phiếu để luận tội; 197 đảng viên Cộng hòa đã bỏ phiếu chống lại việc luận tội.

## Khả năng lây lan của COVID-19
Các chuyên gia về sức khỏe cộng đồng nói rằng việc xông vào Điện Capitol là một sự kiện tiềm tàng của việc lây lan siêu rộng COVID-19. Nhà hoạt động Tim "Baked Alaska" Gionet đã tham gia vào cuộc bạo động mặc dù bị chẩn đoán dương tính gần đây,  và một số ít những người trong đám đông đeo khẩu trang, với nhiều người đến từ bên ngoài thành phố.  Anthony Fauci, giám đốc Viện Quốc gia về Dị ứng và Bệnh truyền nhiễm, đồng thời là thành viên chính của Lực lượng Đặc nhiệm Coronavirus của Nhà Trắng, nói rằng những kẻ bạo loạn đã không "tuân thủ các nguyên tắc cơ bản của sức khỏe cộng đồng" để ngăn chặn sự lây lan của COVID-19 — chẳng hạn như " đeo khẩu trang phổ biến, giữ khoảng cách với nhau, [và] tránh đám đông trong môi trường tập trung" — làm cho họ có nhiều nguy cơ nhiễm bệnh. Một ngày sau sự kiện này, Eric Toner, một học giả cấp cao từ Trung tâm An ninh Y tế Johns Hopkins, nói rằng vụ bạo loạn ở Điện Capitol là "cực kỳ nguy hiểm" từ góc độ sức khỏe cộng đồng.
Có đến khoảng 200 nhân viên quốc hội được cho là đã trú ẩn trong nhiều phòng khác nhau bên trong Điện Capitol, làm tăng nguy cơ lây truyền bệnh. Brian P. Monahan, bác sĩ của Quốc hội, báo cáo rằng các thành viên của Quốc hội đã được bảo vệ cách ly trong cuộc tấn công, một số người trong vài giờ, có thể đã tiếp xúc với những người khác mắc phải COVID-19; Monahan khuyến cáo các thành viên thực hiện các biện pháp bảo vệ, theo dõi các triệu chứng và thực hiện xét nghiệm RT-PCR đề phòng.
Một video về các thành viên của Quốc hội đang trú ẩn cho thấy một nhóm thuộc Đảng Cộng hòa không đeo khẩu trang, bao gồm Andy Biggs, Scott Perry, Michael Cloud (R– TX) và Markwayne Mullin (R– OK), từ chối khẩu trang do Đại diện Lisa Blunt Rochester (D– DE) mời dùng; Blunt Rochester sau đó đã viết rằng bà ấy "thất vọng về các đồng nghiệp của tôi, những người từ chối đeo khẩu trang" mặc dù "được khuyến khích bởi những người đã mang."  Vào ngày 12 tháng 1, một dự luật đã được đưa ra tại Hạ viện để phạt 500 đô la nếu các thành viên ngày đầu tiên từ chối đeo mặt nạ trên sàn phòng họp và phạt 2.500 đô la cho lần thứ hai. Số tiền sẽ được khấu trừ từ tiền lương các thành viên Quốc hội và nhân viên vi phạm.
Đại biểu Jacob LaTurner (R– KS) bị thử nghiệm dương tính sau khi phong tỏa được dỡ bỏ, và do đó, đã vắng mặt trong phòng họp Hạ viện khi việc chứng nhận lá phiếu của Cử tri đoàn được tiếp tục. Bắt đầu từ ngày 11 tháng Giêng, bốn thành viên của Quốc hội, Dân biểu Bonnie Watson Coleman (D– NJ), Pramila Jayapal (D– WA), Brad Schneider (D– IL), và Adriano Espaillat (D– NY)  bị thử nghiệm dương tính sau khi tiếp xúc với các thành viên không đeo khẩu trang của Quốc hội trong cuộc phong tỏa. Tất cả đã bị cô lập trong khi chờ kết quả thử nghiệm. Jayapal lên án các đồng nghiệp Đảng Cộng hòa, những người trong lúc trú ẩn tại chỗ trong cuộc bạo động, "không chỉ tàn nhẫn từ chối đeo khẩu trang mà còn chế nhạo các đồng nghiệp và nhân viên đã đề nghị họ đeo." Sau khi ẩn trú tại cùng một phòng vào ngày 6 tháng 1, Conan Harris, chồng của Đại biểu Ayanna Pressley, có kết quả dương tính vào đêm 12 tháng 1, đưa đến việc cả Harris và Presley phải cách ly.
Hơn hai tuần sau cuộc bạo loạn, 38 sĩ quan Cảnh sát Capitol đã có kết quả xét nghiệm dương tính với vi rút. Tuy nhiên, không rõ có bao nhiêu người trong số họ làm nhiệm vụ trong sự kiện này hoặc khi nào họ bị lây truyền.
Ngày 25/1, chỉ huy Lực lượng Vệ binh Quốc gia Quận Columbia, Thiếu tướng William Walker, cho biết gần 200 binh sĩ được triển khai đến thủ đô của quốc gia này đã có kết quả xét nghiệm dương tính với COVID-19. Số ca đã tăng gần năm lần so với 45 trường hợp được báo cáo vào ngày 15 tháng 1.

## Trù dập nội dung cực đoan và mối liên hệ với Trump
Vai trò của truyền thông xã hội trong vụ bạo loạn ở Điện Capitol đã tạo ra áp lực cho các nền tảng tăng cường thực thi các chính sách điều tiết cấm nội dung cực đoan để ngăn chặn bạo lực tiếp tục. Phản ứng của các nền tảng truyền thông xã hội đã bị một số người bảo thủ tiếp tục cáo buộc rằng các chính sách và việc thực thi quy định của họ thúc đẩy sự thiên vị ngầm về ý thức hệ bằng cách hạn chế việc thể hiện các quan điểm chính trị và xã hội bảo thủ ngay cả thông qua các tuyên bố gây tranh cãi hoặc sai lệch. Tuy nhiên, Tu chính án thứ nhất chỉ hạn chế các giới hạn trừng phạt của chính phủ đối với lời nói và các biện pháp bảo vệ của nó không áp dụng cho các tổ chức tư nhân và các lời nói tục tĩu hoặc phỉ báng.

### Các công ty đình chỉ mạng xã hội, nội dung và các kết nối của Trump
Ngay sau tin nhắn với video ngày 6 tháng Giêng của Trump được tải lên, video đã bị Twitter, Facebook và YouTube xóa vì vi phạm các chính sách của trang mạng về "tính liêm chính dân sự" và thông tin sai lệch về bầu cử. Giám đốc điều hành Facebook Guy Rosen cho biết video bị xóa vì "nó góp phần thêm thay vì làm giảm nguy cơ bạo lực đang diễn ra". Tối hôm đó, Twitter đã khóa tài khoản của Trump trong mười hai giờ và đe dọa đình chỉ vĩnh viễn vì "vi phạm nhiều lần và nghiêm trọng chính sách Chính trực Công dân của chúng tôi." Twitter cũng yêu cầu ông ta xóa ba tweet của mình. Snapchat đã đình chỉ vô thời hạn tài khoản của Trump trên nền tảng này cùng ngày, trong khi Shopify loại bỏ các cửa hàng bán đồ dùng của chiến dịch Trump và hàng hóa từ thương hiệu cá nhân TrumpStore của ông ấy.
Ngày hôm sau, Facebook và các nền tảng của nó, bao gồm cả Instagram, thông báo họ đã cấm Trump vô thời hạn, ít nhất là cho đến khi nhiệm kỳ tổng thống của ông kết thúc. Giám đốc điều hành Facebook Mark Zuckerberg viết, "Những sự kiện gây sốc trong 24 giờ qua chứng minh rõ ràng rằng Tổng thống Donald Trump có ý định sử dụng thời gian còn lại của mình tại vị để phá hoại quá trình chuyển giao quyền lực một cách hòa bình và hợp pháp cho người kế nhiệm được bầu của ông."  Vào ngày 7 tháng 1, Twitch thông báo họ đã vô hiệu hóa kênh của Trump trên nền tảng của họ. TikTok tuyên bố sẽ hạn chế các video về cuộc tấn công vào Capitol và về ngày 6 tháng Giêng của Trump, ngoại trừ những tài khoản cung cấp thông tin có thực, có tính phán đoán hoặc có giá trị báo chí. Pinterest bắt đầu hạn chế các thẻ bắt đầu bằng # liên quan đến các chủ đề ủng hộ Trump như #StopTheSteal kể từ chung quanh khoảng thời gian cuộc bầu cử tháng 11.
Vào ngày 8 tháng Giêng, Twitter đình chỉ tài khoản Trump vĩnh viễn "do có nguy cơ tiếp tục kích động bạo lực" từ các tweet của ông ấy, viết rằng các tweet cụ thể của Trump "có khả năng truyền cảm hứng cho những người khác lập lại các hành vi bạo lực diễn ra vào ngày 6 tháng 1 năm 2021, và điều đó có nhiều chỉ số cho thấy chúng đang được đón nhận và được hiểu đó là một sự khuyến khích để làm như vậy. "  Công ty cũng lưu ý rằng "Các kế hoạch cho các cuộc biểu tình vũ trang trong tương lai đã bắt đầu phổ biến trên và ngoài Twitter, bao gồm cả một cuộc tấn công thứ hai được đề xuất vào Điện Capitol Hoa Kỳ và các tòa nhà capitol của các bang vào ngày 17 tháng 1 năm 2021."  Twitter cho biết họ sẽ không cấm các tài khoản của chính phủ như @POTUS hoặc @WhiteHouse, nhưng sẽ "hành động để hạn chế việc sử dụng chúng"; công ty và các tài khoản giả mạo được tạo ra cho Trump trong nỗ lực trốn tránh lệnh cấm sẽ bị đình chỉ vĩnh viễn "ngay khi phát hiện lần đầu tiên". Lách lệnh cấm, Trump tấn công quyết định của Twitter trong các chủ đề được đăng từ tài khoản @POTUS và @TeamTrump (tài khoản tranh cử của ông), cáo buộc Twitter mặc dù không có bằng chứng đã "phối hợp với Đảng Dân chủ và Cánh tả cấp tiến trong việc xóa tài khoản của tôi khỏi nền tảng của họ để bịt miệng tôi "và đăng tải lên Twitter một hình ảnh biểu tượng con chim được trang trí với lá cờ Liên Xô. Twitter đã xóa các bài đăng của @POTUS và tạm ngưng tài khoản @TeamTrump vì nhiều lần vi phạm chính sách ngăn chặn của họ. Twitter cũng đã đình chỉ tài khoản của giám đốc kỹ thuật số chiến dịch tranh cử của Trump, Gary Coby sau khi ông này chuyển giao thông tin tài khoản của mình cho phó chánh văn phòng của Trump, Dan Scavino, trong một nỗ lực để giao nó cho Trump sử dụng.
Vào ngày 10 tháng Giêng, Hiệp hội Người đánh gôn Chuyên nghiệp Hoa Kỳ (PGA) thực hiện quyền được ghi trong hợp đồng chấm dứt thỏa thuận tổ chức Giải vô địch PGA 2022 tại Câu lạc bộ Gôn Quốc gia Trump ở Bedminster, New Jersey, giải đấu đã được quyết định vào năm 2014. PGA nói rằng họ đã nhận thấy rõ ràng rằng việc tiến hành Giải vô địch PGA tại Trump Bedminster sẽ gây bất lợi cho thương hiệu PGA of America"; Trump đã dành nhiều năm để cố gắng giành quyền tổ chức một giải vô địch golf tại một trong những khu nghỉ dưỡng của mình. Ngày hôm sau, R&A cũng làm theo, nói rằng họ sẽ không tổ chức bất kỳ giải vô địch nào "trong tương lai gần" tại Trump Turnberry ở Scotland. Cũng trong ngày 10/1, Stripe thông báo sẽ ngừng xử lý các khoản thanh toán thẻ trực tuyến cho chiến dịch tranh cử của Trump vì vi phạm điều khoản dịch vụ chống lại việc khuyến khích bạo lực của nó. Các công ty khác được tường thuật đang tìm cách cắt đứt quan hệ với Trump bao gồm Deutsche Bank và Signature Bank.
Vào ngày 12 tháng 1, công ty YouTube thuộc Google thông báo cho biết họ đã tạm thời cấm kênh của Trump trong vòng bảy ngày, hạn chế kênh này tải lên bất kỳ video hoặc live-stream mới nào. YouTube cho biết quyết định này được đưa ra sau khi tổng thống vi phạm các chính sách của nền tảng bằng cách đưa lên nội dung kích động bạo lực. Tất cả nội dung trước đó trên kênh đã bị xóa. YouTube cũng nói rằng lệnh cấm có thể được gia hạn.

### Các công ty tạm ngưng các tài khoản mạng xã hội khác
Twitter cũng cấm các tài khoản được coi là "chỉ dành riêng cho việc chia sẻ nội dung thuyết âm mưu của QAnon", bao gồm cả những tài khoản thuộc về cựu cố vấn an ninh quốc gia Michael Flynn và con trai ông ta là Michael Flynn Jr., luật sư Sidney Powell và L. Lin Wood (cả hai đều đưa ra tòa các vụ kiện để thách thức kết quả bầu cử nhưng thất bại), và cựu quản trị viên 8chan Ron Watkins.  Lệnh cấm Trump và những người khác trên Twitter đã bị một số đồng minh của Trump, cũng như một số nhà lãnh đạo nước ngoài chỉ trích. 
Cũng vào ngày 8 tháng Giêng, Discord cấm một máy chủ ủng hộ Trump có tên "The Donald ", có liên hệ với subreddit r / The Donald đã bị cấm. Discord trích dẫn sự kết nối giữa cái máy chủ này và diễn đàn trực tuyến của The Donald, được sử dụng để lập kế hoạch cho cuộc bạo loạn. Parler đã xóa một số bài đăng khỏi tài khoản Wood tán thành các thuyết âm mưu và đưa ra các luận điệu bạo lực, bao gồm cả lời kêu gọi Phó Tổng thống Pence và những người khác phải bị xử tử, do đó vi phạm các quy tắc cộng đồng về lời nói khuyến khích bạo lực. YouTube đã chấm dứt hai tài khoản thuộc về cựu chiến lược gia chính của Nhà Trắng Steve Bannon, trong đó có một tài khoản lưu trữ podcast "War Room" của ông, vì nhiều lần vi phạm nguyên tắc cộng đồng liên quan đến thông tin sai lệch về gian lận phổ biến hoặc các sai sót ảnh hưởng đến kết quả cuộc bầu cử năm 2020.
Vào ngày 12 tháng 1, Facebook và Twitter thông báo rằng họ sẽ gỡ bỏ nội dung liên quan đến phong trào "Stop the Steal" và tạm đình chỉ 70.000 tài khoản tập trung vào thuyết âm mưu QAnon. Các chuyên gia tại Liên đoàn Chống phỉ báng phát hiện ra rằng sau khi các tài khoản Twitter liên quan đến QAnon bị đình chỉ, việc sử dụng các thẻ bắt đầu bằng # liên quan đến QAnon đã giảm 73% trên Twitter và tính đến ngày 19 tháng 1, đã được sử dụng với tỷ lệ thấp hơn 97% so với đỉnh cao theo sau cuộc nổi dậy ở Điện Capitol.
Airbnb đã hủy bỏ tất cả các cú đặt phòng ở Washington, DC trong tuần của ngày 20 tháng 1 (hoàn lại tiền cho các chủ nhà bị ảnh hưởng bằng tiền của chính công ty này) và khóa các tài khoản của bất kỳ người dùng nào mà nó phát hiện thuộc các nhóm thù ghét và / hoặc tham gia vào vụ bạo loạn ở Điện Capitol.
Vào ngày xảy ra vụ xông vào Điện Capitol, Cumulus Media, sở hữu của một số chương trình phát thanh thảo luận bảo thủ thông qua Westwood One, đã gửi một bản ghi nhớ nội bộ yêu cầu nhân viên của mình ngừng đặt câu hỏi về kết quả của cuộc bầu cử đang diễn ra, đe dọa là sẽ bị sa thải.